# Friends of Science
Friends of Science (FoS) es una organización sin fines de lucro con sede en Calgary, Alberta, Canadá. La organización rechaza la conclusión científica establecida de que los seres humanos son en gran parte responsables del calentamiento global observado actualmente. Más bien, proponen que "el Sol es el principal impulsor directo e indirecto del cambio climático", no la actividad humana. Argumentaron en contra del Protocolo de Kioto. La sociedad fue fundada en 2002 y lanzó su sitio web en octubre de ese año.
Madhav Khandekar, Chris de Freitas, Tim Patterson y Sallie Baliunas actúan o actuaron como asesores de Friends of Science con su trabajo citado en las publicaciones de Friends. Douglas Leahey ha sido presidente desde diciembre de 2009.

## Historia
A finales de la década de 1990, la Sociedad Canadiense de Geólogos del Petróleo, con sede en Calgary, un grupo inspirado en la Asociación Estadounidense de Geólogos del Petróleo, invitó a Chris de Freitas, de la Universidad de Auckland, Crítica del Panel Intergubernamental sobre Cambio Climático (IPCC), como orador invitado. Después de estas conversaciones en las que De Frietas fue "muy crítico con lo que se decía sobre el papel del dióxido de carbono en el calentamiento global... todos dejamos los discursos del almuerzo y sacudimos la cabeza de que esta tontería era pasando. Después de que el gobierno canadiense firmó el Protocolo de Kioto, Eric Loughead, ex editor del "Boletín de la Sociedad Canadiense de Geólogos del Petróleo" y sus compañeros miembros de la Ssociedad  respondieron creando friends of science, que celebró su primera reunión en el salón de curling del Glencoe Club en Calgary en 2002.
La primera junta directiva en 2002 incluyó a geólogo y miembro de la Sociedad Canadiense de Geólogos del Petróleo, Arthur M. Patterson, as President; Gordon C. Wells, as Vice-President; Charles Simpson as Secretary and H. Graham Donoghue as Treasurer. Miembros fundadores de Friends of Science, Arthur M. Patterson, Albert Jacobs, y David Barss (Hons. Geol. publicaron la posición de la Sociedad Canadiense de Geólogos del Petróleo (CSPG) sobre la ciencia del cambio climático global en enero de 2003 en la que citan un artículo de Chris de Freitas titulado "¿Son los cambios observados en la concentración de dióxido de carbono en la La atmósfera realmente peligrosos? "
En 2002, como miembro de la facultad de la Universidad de Calgary, el científico político  Barry Cooper, estableció el Fondo de Educación Científica que podía aceptar donaciones a través de la Fundación Calgary. La organización benéfica de 57 años, Calgary Foundation, administra donaciones caritativas en el área de Calgary y tenía "una política de proteger las identidades de los donantes". Albert Jacobs, un geólogo y gerente jubilado de la exploración petrolera, que asistió a la primera reunión celebrada en el salón de curling del Glencoe Club de Calgary en 2002, describió cómo las donaciones de la industria se transfirieron al Fondo de Educación Científica establecido por Barry Cooper, que a su vez apoyó las actividades de los Amigos de la Ciencia.
En 2004, Talisman Energy, una empresa global de exploración producción de petróleo y gas con sede en Calgary, una de las compañías independientes de petróleo y gas más grandes de Canadá, donó $ 175,000 para financiar un "proyecto de relaciones públicas con sede en la Universidad de Calgary diseñado para poner en duda la evidencia científica que vincula la actividad humana con el calentamiento global". El periodista Mike De Souza publicó la lista de donaciones importantes a los Amigos de la Ciencia que había recibido la prensa, en un artículo publicado en el Vancouver Sun en 2011. Sydney Kahanoff, Calgary petróleo y gas, el ejecutivo y filántropo donó $ 50,000 a través de su Fundación Kahanoff, una organización benéfica que estableció en 1979. Murphy Oil igualó las donaciones de $ 1,050 de uno de sus empleados. Douglas Leahey defendió las donaciones a Friends of Science del entonces CEO de Talisman Energy, James Buckee, que compartió las opiniones de los Amigos sobre el cambio climático.
En su página web original, fechada en 2002, los Amigos recomendaron varios documentos clave que explican su punto de vista, incluidos testimonios del Instituto George C. Marshall exmiembros de la junta, Richard S. Lindzen y Sallie Baliunas. Testimonio de Richard S. Lindzen ante el Comité de Obras Públicas y Medio Ambiente del Senado el 2 de mayo de 2001. Lindzen, un exmiembro del Panel Intergubernamental sobre Cambio Climático de la ONU se convirtió en uno de los científicos climáticos escéptico más conocidos. Escritor prolífico, ha estado criticando al IPCC desde principios de la década de 1990. Negadores del cambio climático como Sallie Baliunas también fue un consultor pagado del Instituto George C. Marshall.
La breve lista de lecturas recomendadas de los Amigos también incluyó el testimonio anti-Kioto. proporcionado por el astrofísico del Harvard-Smithsonian, Sallie Baliunas, conocido  negacionista, al Comité Senatorial de Medio Ambiente y Obras Públicas. Baliunas afirmó que "proposas como el acuerdo de Kioto para reducir drásticamente las emisiones de gases de efecto invernadero se estima en la mayoría de los estudios económicos que tienen enormes costos económicos, sociales y ambientales. Las estimaciones de costos para los EE.UU. es que esos costos caerían desproporcionadamente sobre los ancianos y los pobres de Estados Unidos y del mundo sin disminuir significamente la producción de gases en realidad y eso asumiendo que sean los gases los responsables por los cambios en las temperaturas". MacRae, un ingeniero, banquero de inversiones y ambientalista advirtió sobre las consecuencias económicas y la ciencia inexacta del acuerdo de Kioto. Los Amigos recomendaron la publicación de Wildavaky de 1995 en la que afirmaba que "una comunidad ambiental todopoderosa" exageraba los riesgos en la vida cotidiana.
En 2008, Canwest News Service confirmó que Morten Paulsen, vicepresidente senior y gerente general de Fleishman-Hillard Canadá, fue contratado por Friends of Science en 2006 con "un contrato de un año para administrar las comunicaciones" y durante ese tiempo También era un cabildero registrado de los Amigos, así como de dos empresas. Paulsen, que tenía vínculos con los partidos Reformistas y Canadian Alliance, se ofreció como voluntario para la campaña electoral federal del partido Conservador en 2006 mientras trabajaba para los Amigos de la Ciencia según se consultaba en comunicaciones pagas. Los Amigos de la Ciencia lanzaron anuncios de radio, dirigidos por Paulsen, "dirigidos a mercados clave en Ontario, ricos en votos" durante las elecciones federales de 2006. Los anuncios que atacaban el gasto del gobierno izquierdista en el cambio climático atrajeron 300.000 visitas a la página web de Friends of Science.

## Posición
Friends of Science publica una lista de "diez mitos del cambio climático":
1. Las temperaturas globales están aumentando a un ritmo rápido y sin precedentes.
2. El  gráfico del "palo de hockey" demuestra que la tierra ha experimentado una disminución constante y muy gradual de la temperatura durante 1000 años, y luego recientemente comenzó un aumento repentino.[31]  Mann, Bradley y Hughes publicaron un estudio que utilizó un nuevo enfoque estadístico para encontrar patrones de cambio climático tanto en el tiempo como en la distribución global. cubriendo 1.000 años resumidos en un gráfico que mostró relativamente pocos cambios hasta un fuerte aumento en el siglo XX, lo que le valió el sobrenombre de gráfico de palo de hockey. Baliunas cuestionó que los productos químicos artificiales (halocarbonos refrigerantes como los  CFC s) estuvieran causando agotamiento del ozono. Baliunas y Soon preparó una revisión de la literatura que utilizó datos de artículos anteriores para argumentar que el Período Cálido Medieval había sido más cálido que el siglo XX, y que el calentamiento reciente no fue inusual. Su resumen concluyó que "en todo el mundo, muchos registros revelan que el siglo XX probablemente no sea el período climático más cálido o excepcionalmente extremo del último milenio".
3. Los modelos de computadora verifican que los aumentos de CO  2  causarán un calentamiento global significativo.
4. La ONU demostró que el CO  2  creado por el hombre causa el calentamiento global.
5. CO  2  es un contaminante.
6. El calentamiento global provocará más tormentas y otros extremos meteorológicos.
7. El desprendimiento de[plataformas de hielo son pruebas del calentamiento global.
8. Los polos de la tierra se están calentando; Los casquetes polares se están rompiendo y derritiendo y el hay un aumento del nivel del mar.

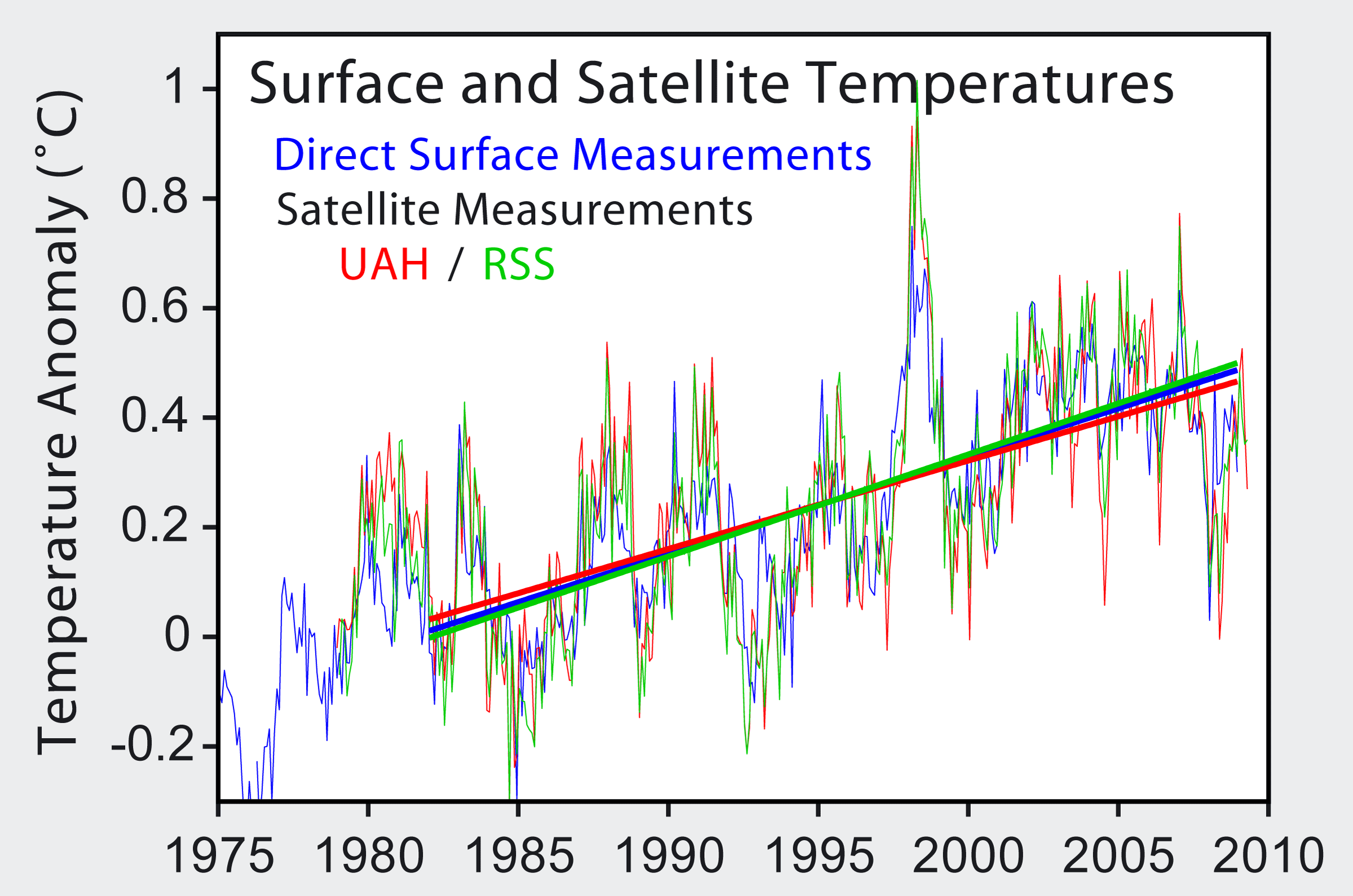
Comparación de registros terrestres (azul) y satelitales (rojo: UAH; verde: RSS) de variaciones de temperatura desde 1979. Tendencias trazadas desde enero de 1982.

Friends of Science afirma que los registros de temperatura indican que no se ha producido un calentamiento global significativo durante las últimas tres décadas.
Friends of Science declara:
Las observaciones precisas de satélite, globos y cumbres de montañas realizadas durante las últimas tres décadas no han mostrado ningún cambio significativo en la tasa de aumento a largo plazo de las temperaturas globales. Las lecturas de  las estaciones terrestres promedio muestran un calentamiento leve de 0,6 a 0,8 C durante los últimos 100 años, que está muy dentro de las variaciones naturales registradas en el último milenio. La red de estaciones terrestres sufre una distribución desigual en todo el mundo; las estaciones están ubicadas preferentemente en áreas urbanas e industriales en crecimiento islas de calor, que muestran lecturas sustancialmente más altas que las áreas rurales adyacentes.

## Ver demás
- Talisman Energy